# Сижје
Сижје су насељено мјесто у граду Лукавац, у Федерацији Босне и Херцеговине, у Босни и Херцеговини.
Према попису становништва из 2013. у насељу је живјело 314 становника.

## Положај
Налазе се поред магистралног пута Тузла - Добој.

## Становништво
| Националност       | 2013. | 1991. | 1981. | 1971. |
| Срби               | 242   | 838   | 811   | 851   |
| Муслимани          | 68    | 50    | 46    | 1     |
| Југословени        |       | 11    | 37    |       |
| Хрвати             | 1     | 1     | 1     | 3     |
| остали и непознато | 3     | 5     | 1     | 1     |
| Укупно             | 314   | 905   | 896   | 856   |